# Raveniella janineae
Espèce
Raveniella janineae est une espèce d'araignées aranéomorphes de la famille des Anapidae.

## Distribution
Cette espèce est endémique du Great Southern en Australie-Occidentale. Elle se rencontre à Dillon Bay et dans le parc national de Torndirrup.

## Description
Le mâle holotype mesure 0,86 mm et la femelle paratype mesure 1,12 mm.

## Étymologie
Cette espèce est nommée en l'honneur de Janine Wojcieszek.

## Publication originale
- Rix, Harvey & Roberts, 2010 : A revision of the textricellin spider genus Raveniellan(Araneae: Araneoidea: Micropholcommatidae): exploring patterns of phylogeny and biogeography in an Australian biodiversity hotspot. Invertebrate Systematics, vol. 24, p. 209-237.